# Max Jakobson

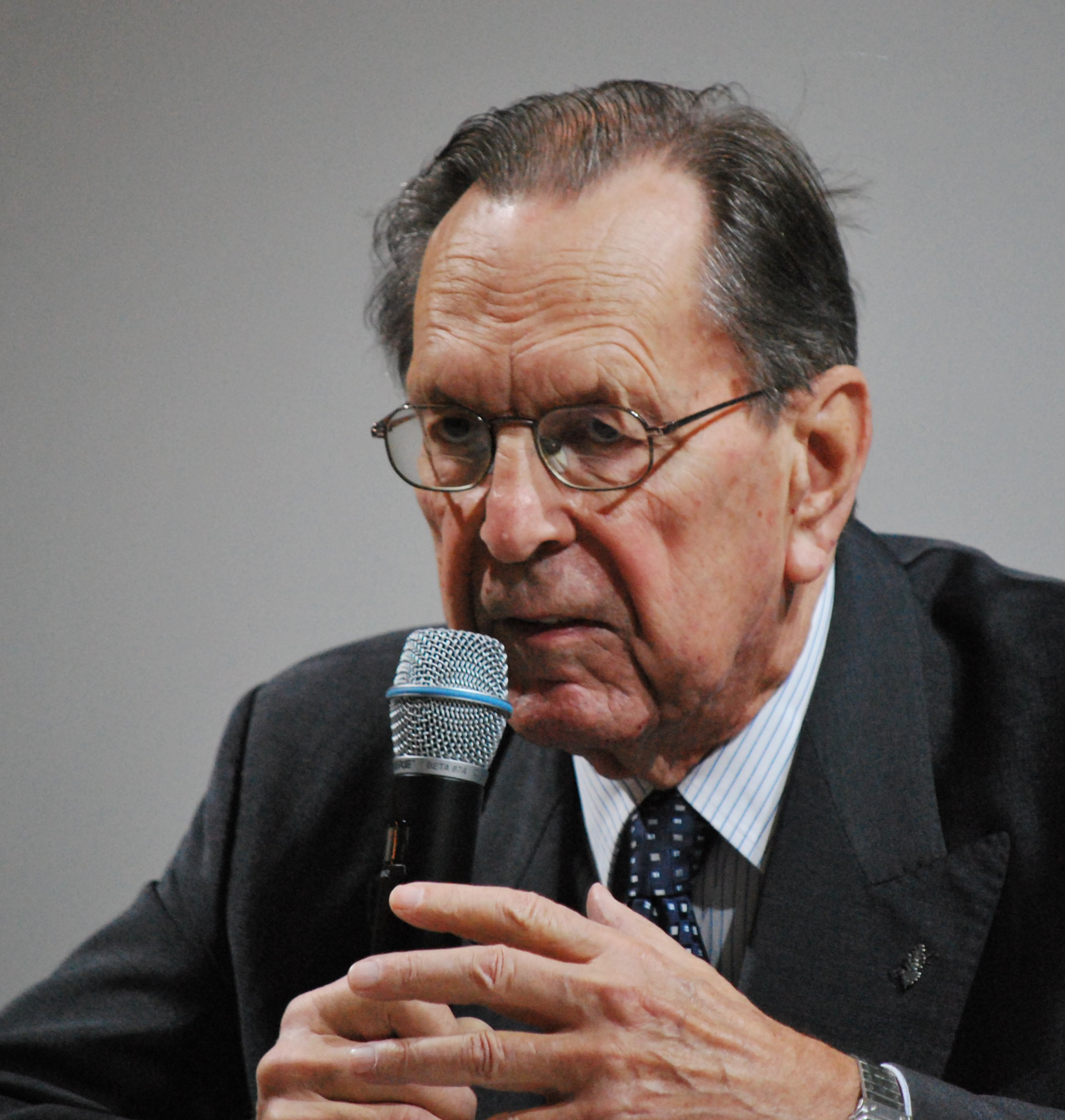
Max Jakobson

Max Jakobson (* 30. September 1923 in Viipuri; † 9. März 2013 in Helsinki) war ein finnischer Diplomat, Politiker und Journalist.
Max Jakobson nahm 1942/43 in Karelien am Fortsetzungskrieg gegen die Sowjetunion teil. Er begann seine Karriere als Journalist. Jakobson arbeitete unter anderem im finnischsprachigen Dienst der BBC und 1948 bis 1953 als Londoner Korrespondent der Zeitung Uusi Suomi.
Von 1953 bis 1974 war er Mitarbeiter des finnischen Außenministeriums. Er war Politischer Direktor (1962–1965), Finnlands Botschafter bei den Vereinten Nationen (1965–1972) und in Schweden (1972–1974). Jakobson wurde zu einem der wichtigsten Vordenker der finnischen Außenpolitik nach dem Zweiten Weltkrieg. Er war einer der Architekten der KSZE-Konferenz in Helsinki.
Jakobson war Berater der finnischen Präsidenten Urho Kekkonen, Mauno Koivisto und Martti Ahtisaari. Er war bis zu seinem Tod einer der bedeutendsten Publizisten zur finnischen Außenpolitik. 1971 war Jakobson auf Initiative Urho Kekkonens Kandidat für das Amt des Generalsekretärs der Vereinten Nationen. Die Kandidatur scheiterte aufgrund sowjetischer Widerstände und wegen seiner jüdischen Abstammung.
In den Jahren 1999 bis 2008 war Jakobson Vorsitzender einer nach ihm benannten internationalen Kommission, die auf Initiative des damaligen estnischen Staatspräsidenten Lennart Meri ins Leben gerufen worden war, um die Verbrechen des Sowjetkommunismus und Nationalsozialismus in Estland aufzuarbeiten. Die Kommission veröffentlichte dazu mehrere Berichte.

## Wichtigste Publikationen
- Diplomaattien talvisota (1955)
- Max Jakobson: The Diplomacy of the Winter War: An Account of the Russo–Finnish War, 1939–1940. Harvard University Press, Cambridge, MA 1961 (englisch).
- Kuumalla linjalla (1968)
- Paasikivi Tukholmassa (1978)
- Veteen piirretty viiva (1980)
- 38. kerros (1983)
- Max Jakobson: Finland: Myth and Reality. Otava, Helsinki 1987 (englisch).
- Vallanvaihto (1992)
- Finland in the New Europe (1998)
- Väkivallan vuodet 20. vuosisadan tilinpäätös (1999).
- Pelon ja toivon aika, 20. vuosisadan tilinpäätös (2001).
- Tilinpäätös, 20. vuosisadan tilinpäätös (2003).
- Tulevaisuus? (2005)
- Finland. A Lone Wolf (2006) - Rezension, NORDEUROPAforum 2/2006

## Weiterführende Literatur
- Jukka Tarkka: Max Jakobson – kansainvälinen suomalainen. Helsinki: Otava 1983